# زولینگ جی.ای. هنکلز

لوگو

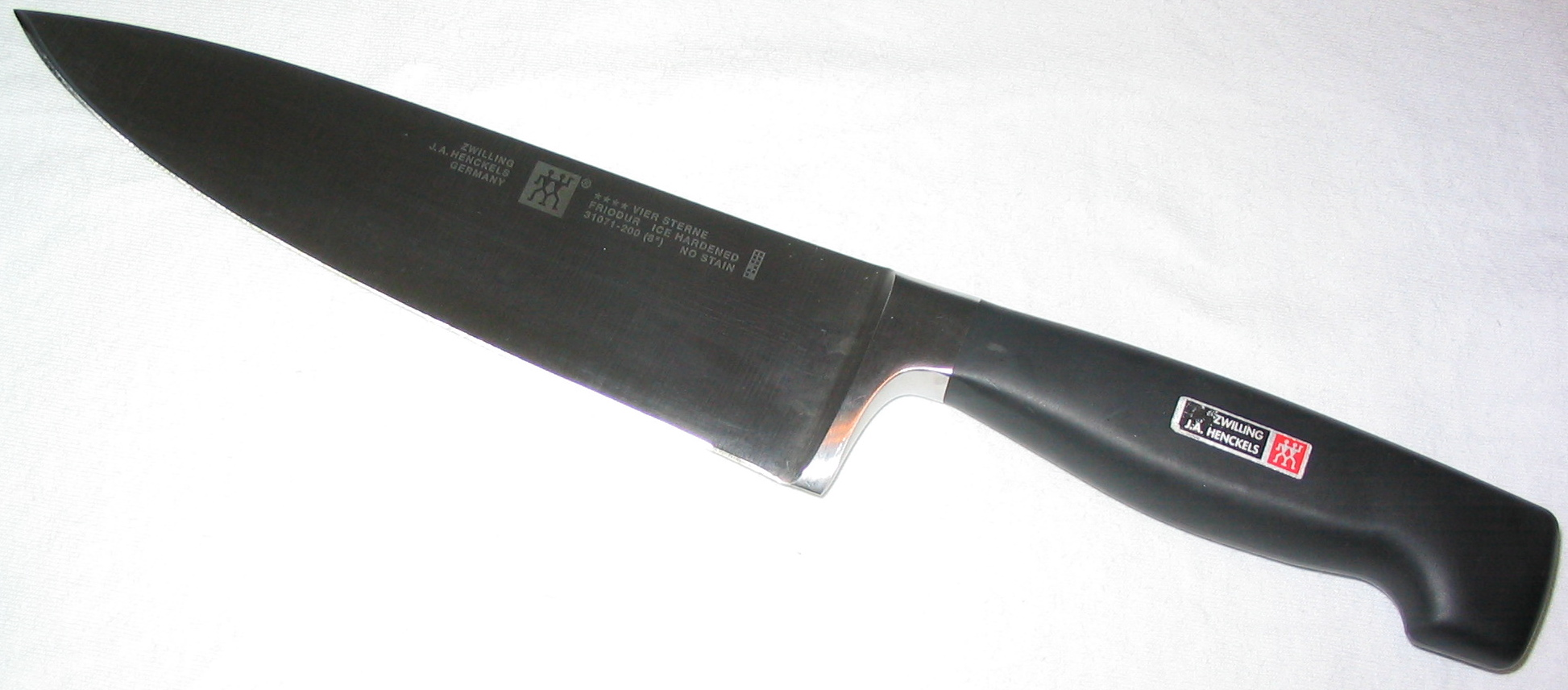
چاقوی سرآشپز ۸ اینچی ساخت زولینگ

زولینگ جی.ای. هنکلز یک تولیدکننده معروف آلمانی چاقو است که در شهر زولینگن آلمان مستقر است. این شرکت تاریخچه‌ای غنی دارد که به تأسیس آن توسط پیتر هنکلس در ژوئن ۱۷۳۱ بازمی‌گردد. این شرکت یکی از قدیمی‌ترین شرکت‌های فعال در جهان و یکی از پیشروترین تولیدکنندگان چاقوهای آشپزخانه برای استفاده‌های خانگی و حرفه‌ای است. نام این برند بعدها به افتخار یوهان آبراهام هنکلس (۱۷۷۱–۱۸۵۰)، که نقش مهمی در توسعه آن داشت، تغییر یافت. از سال ۱۹۷۰، این شرکت به‌طور کامل توسط Werhahn KG خریداری شده است.
شرکت J.A. Henckels به‌طور بین‌المللی گسترش یافت و اولین فروشگاه خود را در سال ۱۸۱۸ در برلین افتتاح کرد. پس از آن، فروشگاه‌هایی در نیویورک سیتی (۱۸۸۳) و وین (۱۸۸۴) نیز راه‌اندازی شد. این شرکت به دلیل کیفیت بالای محصولاتش شناخته شده و جوایز متعددی از جمله جایزه بزرگ پاریس (۱۹۰۰) و سنت لوئیس (۱۹۰۴) و همچنین مدال طلای دولتی پروس را دریافت کرده است. این شرکت همچنین به عنوان تأمین‌کننده دربار سلطنتی اتریش-مجارستان نیز فعالیت می‌کرد.
چاقوهای زولینگ به دلیل ساختار باکیفیت خود شناخته شده‌اند. بسیاری از این چاقوها از فولاد ضدزنگ با کربن بالا ساخته شده‌اند و برای تیز بودن و مقاومت در برابر لکه، به روش سخت‌سازی با یخ (ice-hardened) پردازش می‌شوند. این شرکت در سال ۱۹۷۶ خط تولید Four Star را معرفی کرد که شامل چاقوهای تماماً فورج‌شده با دسته‌های پلی‌پروپیلن بود. در سال ۲۰۱۱، Zwilling با باب کرامر، استاد ساخت تیغه‌ها، همکاری کرد تا یک خط تولید چاقو با برند مشترک ایجاد کند. در حالی که بسیاری از چاقوهای ممتاز Zwilling در زولینگن آلمان تولید می‌شوند، برخی دیگر نیز در اسپانیا و چین ساخته می‌شوند. به‌طور کلی، شرکت Zwilling J.A. Henckels AG یک پیشرو تاریخی و نوآور در صنعت کارد و چاقو است که ترکیبی از هنر سنتی و فناوری مدرن را ارائه می‌دهد.